# تيجان الشوك
تيجان الشوك (الاسم العلمي: Acanthaster)، هو جنس ثنائي النوع من نجم البحر الكبير السام الموجود في فصيلة أحادية الجنس، التيجان الشائكة (Acanthasteridae). موطنها الشعاب المرجانية في منطقة المحيطين الهندي والهادئ. فهي تساهم في تدهور الشعاب المرجانية لأنها تستهلك كمية كبيرة من الشعاب المرجانية الحية.

## الأنواع
هذه الأنواع مدرجة في السجل العالمي للأنواع البحرية
- Acanthaster brevispinus Fisher, 1917
- نجم البحر المكلل بالشوك (كارولوس لينيوس، 1758):

تضيف بعض المصادر Acanthaster ellisi (Gray، 1840) لكنها تعتبر الآن نوعًا فرعيًا من A. planci في شرق المحيط الهادئ.
اقترحت الأعمال الجزيئية الحديثة أن Acanthaster planci عبارة عن مجموعة من الأنواع تصل إلى 4 أنواع مختلفة لم يتم وصفها بشكل منفصل (Vogler et. al. ، 2008).

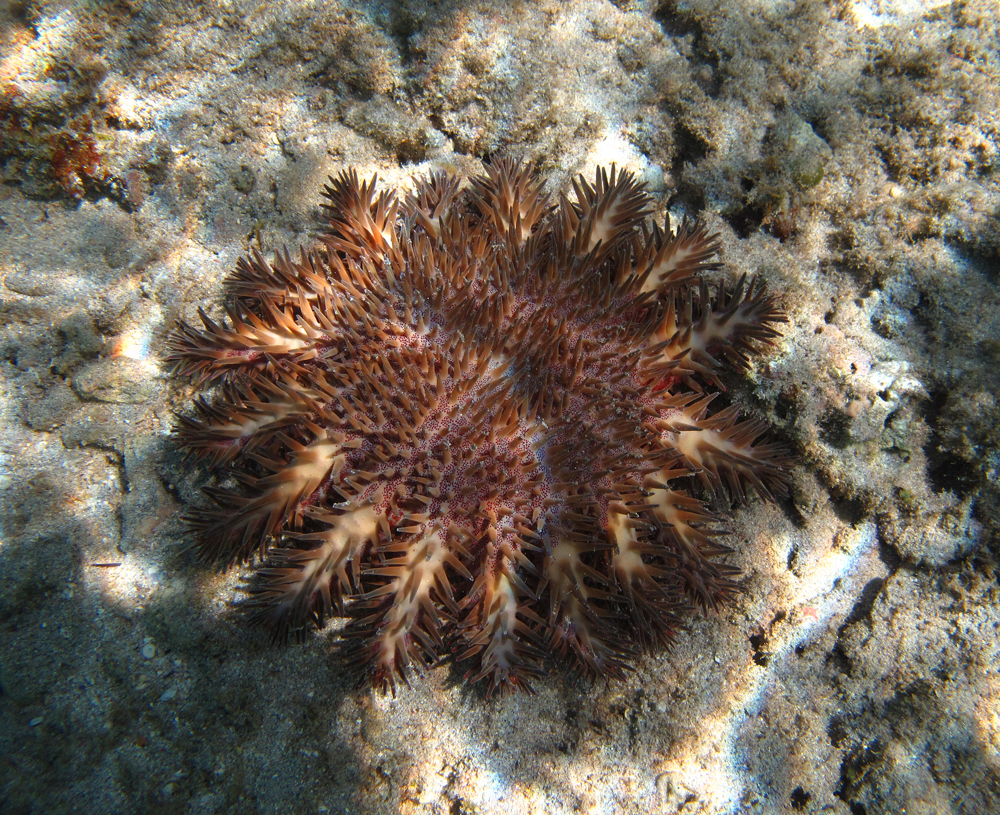
A. planci
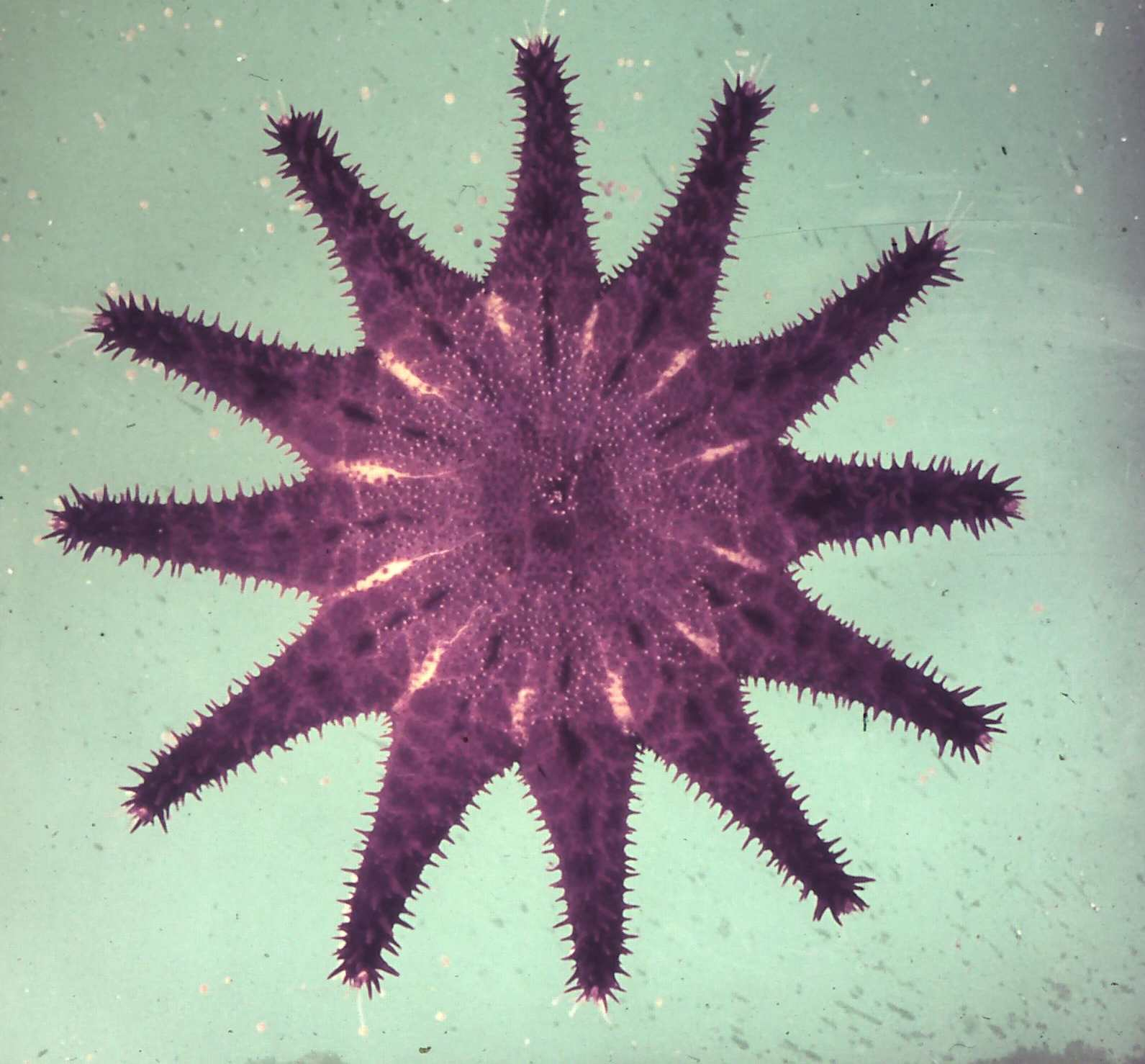
A. brevispinus
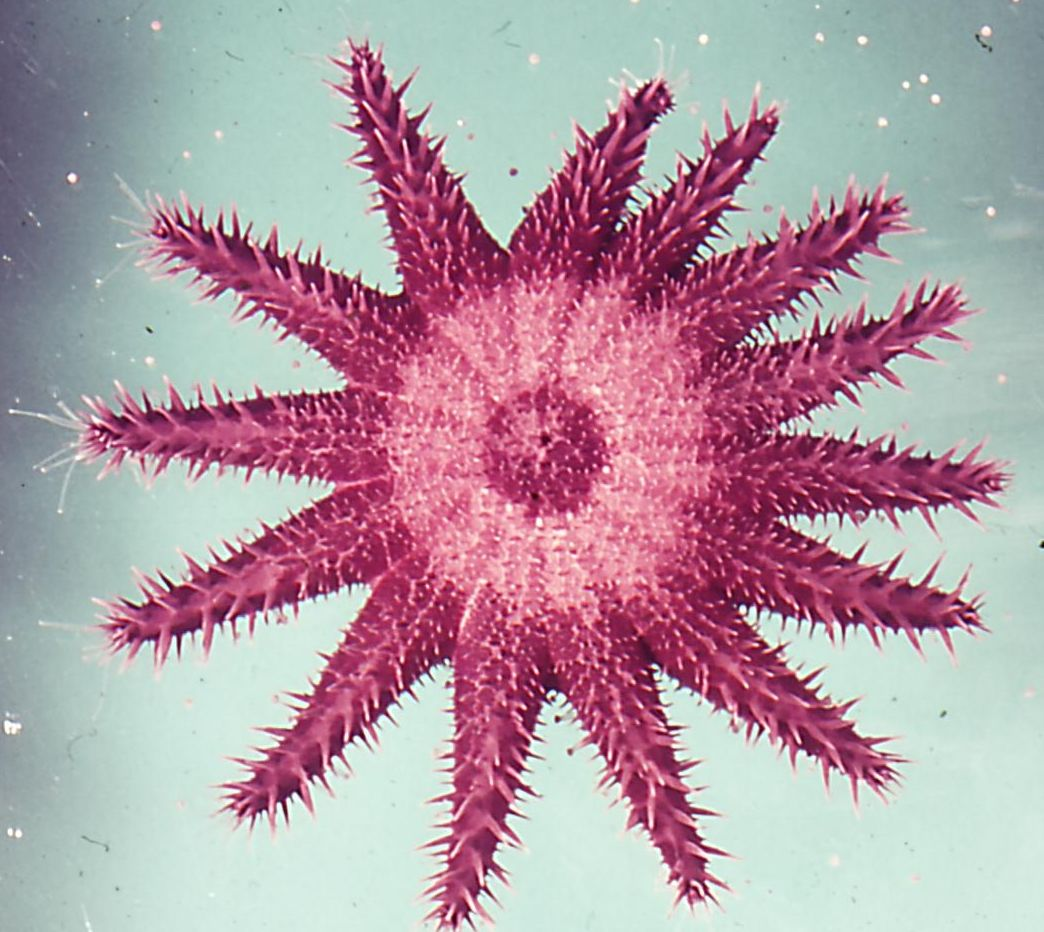
Lab hybrid of A. planci and A. brevispinus
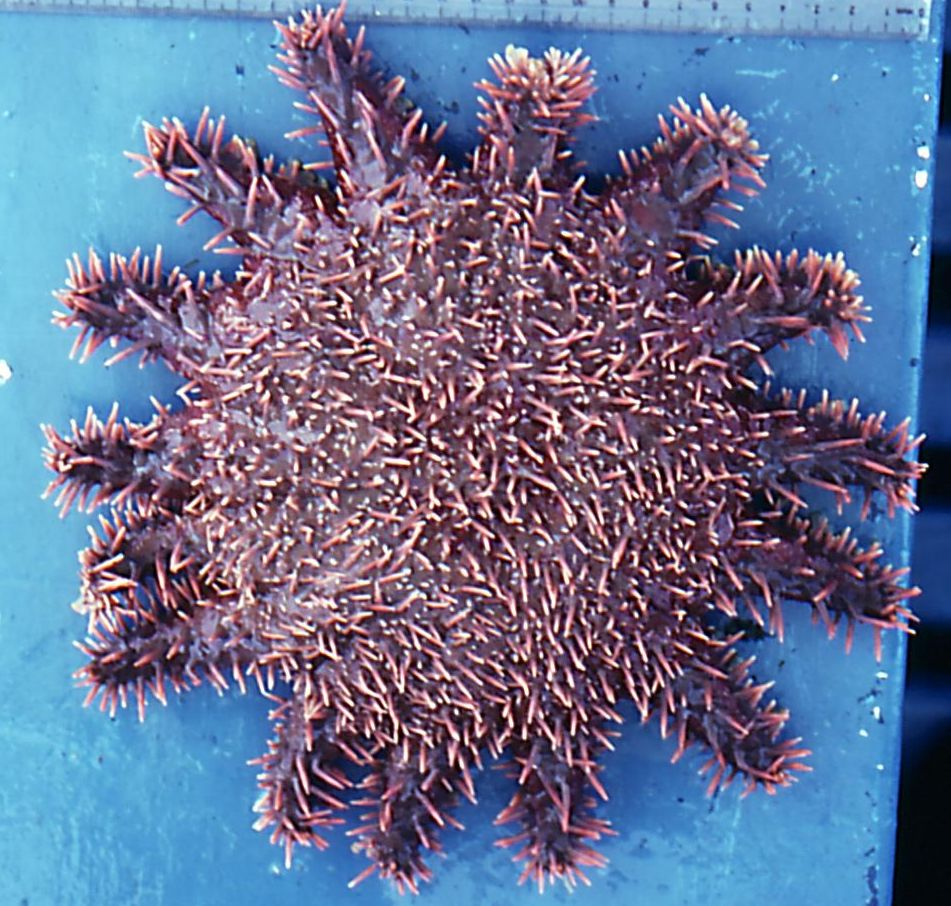
A. p. ellisi